# فرانكو ليفي
فرانكو ليفي (بالإيطالية: Franco Levi)‏ هو مهندس إيطالي، ولد في 20 سبتمبر 1914 في تورينو في إيطاليا، وتوفي بنفس المكان في 10 يناير 2009.